# 普里斯卡·阿维蒂·阿尔卡拉斯
普里斯卡·阿维蒂·阿尔卡拉斯（西班牙語：Prisca Awiti Alcaraz，1996年2月20日—），墨西哥女子柔道运动员，2023年泛美运动会女子63公斤级铜牌得主、2024年夏季奥林匹克运动会女子63公斤级银牌得主。